# Tratamento da doença de Parkinson
O tratamento da doença de Parkinson (DP) deve levar em conta a natureza crônica. É baseado num programa amplo que inclui educação do paciente e da família, serviços de grupo de apoio, manutenção do bem-estar geral, exercícios e nutrição. No momento, nenhuma cura para a doença é conhecida, mas medicamentos e/ou cirurgia podem fornecer alívio dos sintomas.
Embora muitos medicamentos tratem o mal de Parkinson, nenhum realmente reverte os efeitos da doença. Além disso, o tratamento varia de acordo com o estado da doença. Portanto, as pessoas com Parkinson precisam tomar uma variedade de medicamentos para controlar os sintomas da doença. Vários medicamentos atualmente em desenvolvimento procuram abordar melhor as flutuações motoras e os sintomas não motores da DP.

## Medicamentos

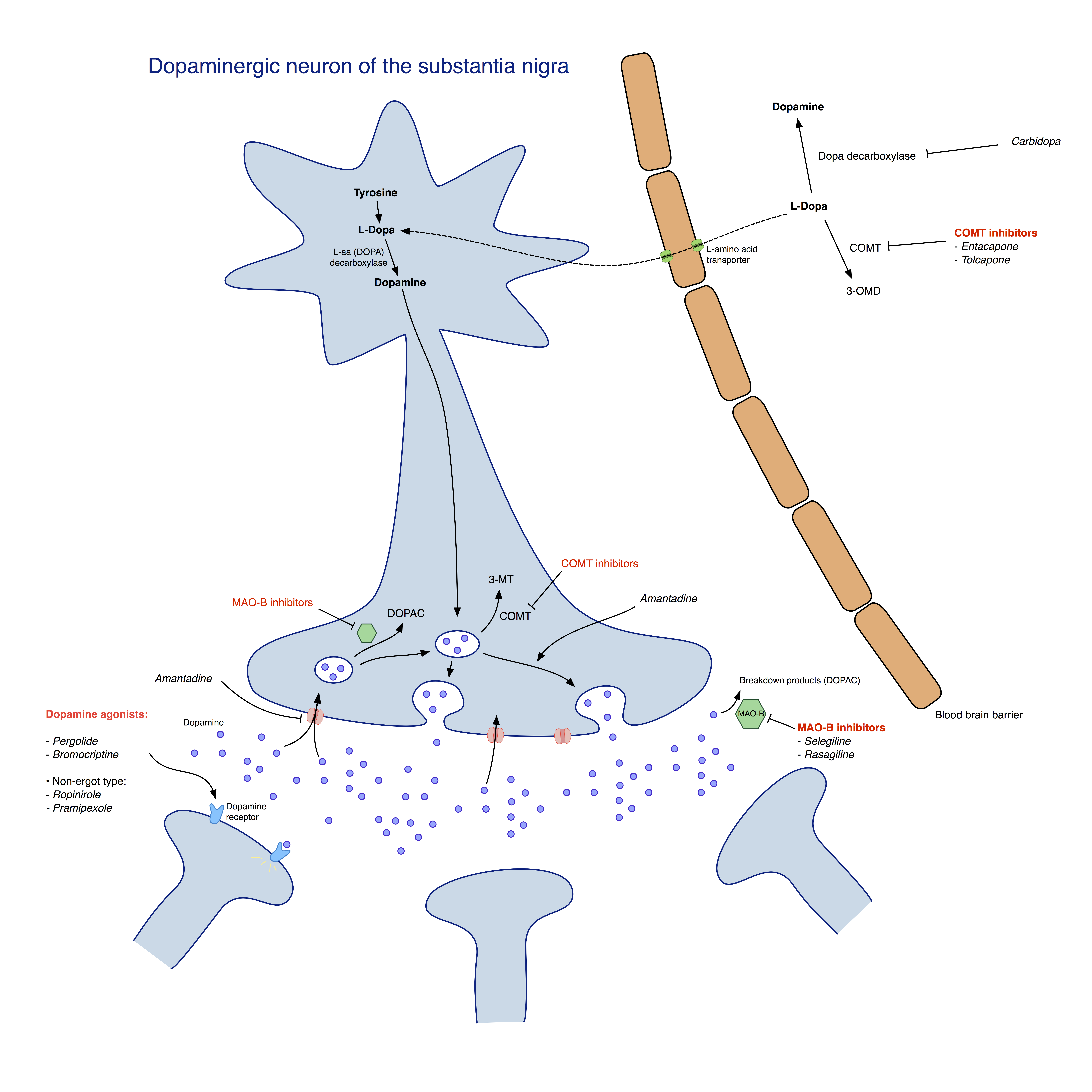
Tratamento farmacológico da doença de Parkinson

As principais famílias de drogas para o tratamento de sintomas motores são a levodopa, agonistas da dopamina e inibidores da MAO-B. A abordagem terapêutica depende do estágio da doença. Geralmente, duas fases são distinguidas: uma fase inicial, na qual o indivíduo com DP já desenvolveu alguma deficiência qiue necessita de tratamento farmacológico, e uma segunda fase, na qual o paciente desenvolve complicações motoras relacionadas ao uso da levodopa. O tratamento no estado inicial visa atingir um equilíbrio ideal entre o manejo dos sintomas e os efeitos colaterais resultantes do aumento da função dopaminérgica. O início do tratamento com L-DOPA pode ser adiado com o uso de outros medicamentos, como inibidores da MAO-B e agonistas da dopamina, a fim de retardar o início das discinesias. Na segunda etapa, o objetivo é reduzir os sintomas e, ao mesmo tempo, controlar as flutuações de resposta à medicação. A suspensão repentina da medicação e/ou o uso excessivo por alguns pacientes também devem ser controlados. Quando os medicamentos não são suficientes para controlar os sintomas, técnicas cirúrgicas, como a estimulação cerebral profunda, podem aliviar alguns distúrbios de movimento.

### Levodopa

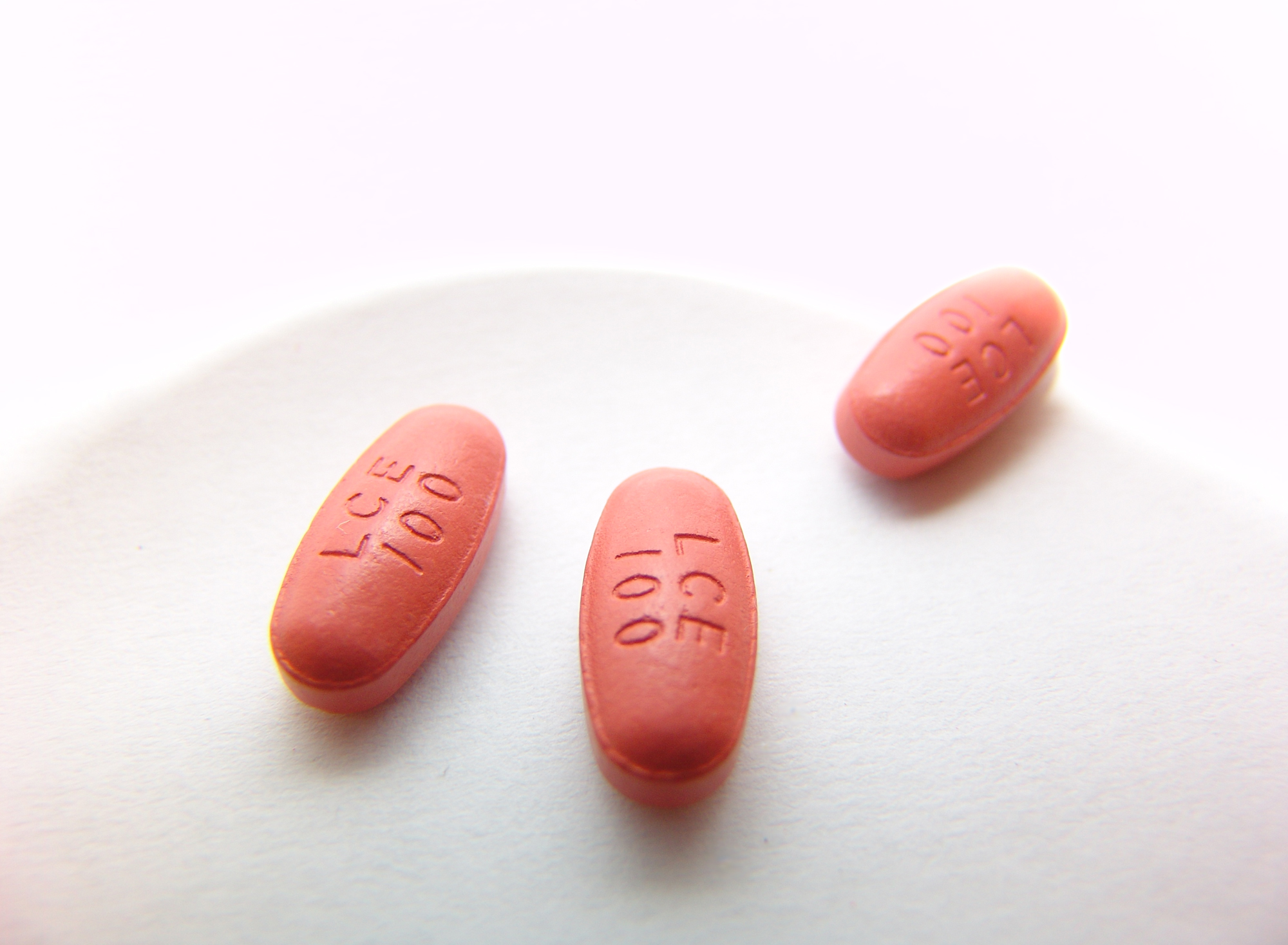
Stalevo, uma preparação comercial que combina entacapona, levodopa e carbidopa para o tratamento da doença de Parkinson

Levodopa (ou L-DOPA ) tem sido o tratamento mais comum por mais de 30 anos. A L-DOPA é transformada em dopamina nos neurônios dopaminérgicos pela dopa-descarboxilase. Uma vez que os sintomas motores são produzidos pela falta de dopamina na matéria cinzenta, a administração de L-DOPA diminui temporariamente a sintomatologia motora.
Apenas 5–10% da L-DOPA atravessa a barreira hematoencefálica. O restante é metabolizado em dopamina em outro lugar, causando uma ampla variedade de efeitos colaterais, incluindo náuseas, discinesias e rigidez. A carbidopa e a benserazida são inibidores periféricos da dopa descarboxilase. Eles inibem o metabolismo da L-DOPA na periferia, aumentando assim a liberação de levodopa para o sistema nervoso central. Geralmente são administrados como preparações combinadas com levodopa. As preparações existentes são carbidopa/levodopa e benserazida/levodopa. A levodopa também tem sido relacionada a uma síndrome de desregulação da dopamina.
As versões controladas e de liberação lenta dessas associações farmacológicas espalham o efeito da levodopa. Duodopa é uma combinação de levodopa e carbidopa. Entretanto, as preparações de levodopa de liberação lenta não mostraram um maior controle dos sintomas motores ou complicações motoras quando comparadas às preparações de liberação imediata.
A tolcapona inibe a enzima catecol-O-metiltransferase (COMT), que degrada a dopamina e a levadopa, prolongando assim os efeitos terapêuticos da levodopa. A tocalpona, juntamente aos inibidores da dopa, tem sido utilizados como complemento à levodopa. No entanto, devido aos seus possíveis efeitos colaterais, como insuficiência hepática, sua disponibilidade é limitada. Uma droga semelhante, a entacapona, não demonstrou causar alterações significativas na função hepática e mantém uma inibição adequada da COMT ao longo do tempo. A entacapona está disponível para tratamento isolado ou combinado com carbidopa e levodopa.
A levodopa causa uma redução na formação endógena de L-DOPA e, eventualmente, torna-se contraproducente. As preparações de levodopa levam, a longo prazo, ao desenvolvimento de complicações motoras caracterizadas por movimentos involuntários chamados discinesias, além de ocorrer flutuações na resposta à medicação. Por causa das flutuações, os pacientes com DP mudam rapidamente de estágios com boa resposta à medicação e poucos sintomas (estado "ligado") para fases sem resposta à medicação e com ampla presença de sintomas motores (estado "desligado"). Por esta razão, as doses de levodopa devem ser mantidas no menor nível necessário para atingir os efeitos terapêuticos. Atrasar o início da dopaterapia, usando alternativas por algum tempo, também é uma prática comum. Uma estratégia anterior para reduzir as complicações motoras consistia em retirar os pacientes da levodopa por algum tempo. É desencorajado agora, pois pode trazer efeitos colaterais perigosos, como a síndrome neuroléptica maligna. A maioria das pessoas eventualmente precisa de levodopa e, posteriormente, desenvolve complicações motoras.
O fenômeno "liga-desliga" é uma consequência quase inevitável do tratamento à base de levodopa em pacientes com doença de Parkinson. Fatores farmacocinéticos e farmacodinâmicos estão envolvidos em sua patogênese, mas as evidências apresentadas indicam que a importância da levodopa é subestimada e a redução progressiva na capacidade de armazenamento dos terminais nigroestriatais de dopamina não é um fator crítico. A redistribuição da dosagem de levodopa, que pode significar doses menores e mais frequentes, ou incrementos maiores e menos frequentes, pode ser útil no controle das oscilações em alguns pacientes. A restrição de proteínas na dieta e o uso de cloridrato de selegilina e bromocriptina também podem melhorar temporariamente as flutuações motoras. Novas abordagens de tratamento incluem o uso de apomorfina subcutânea, preparações de levodopa de liberação controlada com um inibidor periférico da dopa descarboxilase e a administração intraduodenal contínua de levodopa.
Em modelos animais, foi demonstrado que a ingestão de antagonistas do receptor de adenosina em conjunto com levodopa pode amplificar seus efeitos terapêuticos.

### Agonistas da dopamina
Os agonistas da dopamina no cérebro têm um efeito semelhante ao da levodopa, uma vez que se ligam aos receptores pós-sinápticos dopaminérgicos. Os agonistas da dopamina foram inicialmente usados como terapia complementar à levodopa em pacientes que apresentavam flutuações e discinesias, mas agora são usados principalmente por conta de seus próprios efeitos terapêuticos, e pode ser aplicado como terapia inicial para sintomas motores com o objetivo de retardar complicações motoras. Quando usados no final da DP, eles são úteis para reduzir os períodos de inatividade ou desligamento.  Os agonistas da dopamina incluem bromocriptina, pergolida, pramipexol, ropinirol, piribedil, cabergolina, apomorfina e lisurida.
Os agonistas produzem efeitos colaterais significativos, embora moderados, que podem incluirsonolência, alucinações, insônia, náuseas e constipação. Às vezes, os efeitos colaterais aparecem mesmo com a dose mínima clinicamente eficaz, levando o médico a procurar um agonista ou tipo de medicamento diferente. Quando comparados com a levodopa, embora retardem complicações motoras, os agonistas da dopamina controlam os sintomas de modo menos eficaz. No entanto, geralmente são eficazes o suficiente para controlar os sintomas nos estágios iniciais. Eles também são mais caros. Discinesias com agonistas da dopamina são raras em pacientes mais jovens e mais comuns em pacientes mais velhos, assim como a maioria dos efeitos colaterais. Tudo isso fez com que os agonistas fossem o tratamento inicial preferencial para os jovens, em oposição à levodopa, para os mais velhos. Agonistas em doses mais altas também foram relacionados a uma ampla variedade de distúrbios de controle de impulso.
A apomorfina, que é um agonista da dopamina não administrado por via oral, pode ser usada para reduzir a discinesia na DP em estágio tardio. Uma vez que efeitos secundários como confusão e alucinações não são raros, os pacientes sob tratamento com apomorfina devem ser monitorados de perto. A apomorfina pode ser administrada por injeção subcutânea usando uma pequena bomba que é transportada pelo paciente. Uma dose baixa é administrada automaticamente ao longo do dia, reduzindo as flutuações dos sintomas motores ao fornecer uma dose constante de estimulação dopaminérgica. O local da injeção deve ser mudado diariamente para evitar a formação de nódulos. A apomorfina também está disponível em uma dose mais aguda, numa caneta autoinjetora, para ser usada em casos de emergência, como após uma queda. Náuseas e vômitos são comuns e podem exigir domperidona (um antiemético).

### Inibidores da MAO-B
Os inibidores da monoamina oxidase (selegilina e rasagilina) aumentam o nível de dopamina nos gânglios basais, bloqueando sua metabolização. Eles inibem a monoamina oxidase-B (MAO-B), que é responsável pela decomposição da dopamina secretada pelos neurônios dopaminérgicos. Portanto, a redução da MAO-B resulta em maiores quantidades de L-DOPA no corpo. Da mesma forma que os agonistas da dopamina, os inibidores da MAO-B também melhoram os sintomas motores e retardam a necessidade de tomar levodopa quando usados como monoterapia nos primeiros estágios da doença, mas produzem mais efeitos colaterais e são menos eficazes que a levodopa. A evidência de sua eficácia no estágio avançado é reduzida, embora aponte para que sejam úteis para reduzir as oscilações entre os períodos de lligação e desligação. Um estudo inicial indicou que a selegilina em combinação com a levodopa aumenta o risco de morte, mas as evidências ainda são limitadas.
Os metabólitos da selegilina incluem L-anfetamina e L-metanfetamina (não devem ser confundidas com os isômeros dextrorrotários mais potentes). Isso pode resultar em efeitos colaterais, como insônia. Outro efeito colateral da combinação pode ser estomatite. Ao contrário de outros inibidores da monoamina oxidase não seletivos, os alimentos que contêm tiramina não causam crises hipertensivas.

### Outras drogas
Algumas evidências indicam que outras drogas, como a amantadina e os anticolinérgicos, podem ser úteis como tratamento de sintomas motores na DP inicial e tardia, mas como a qualidade da evidência sobre a eficácia é reduzida, eles não são os tratamentos de primeira linha. Além dos sintomas motores, a DP é acompanhada por uma variedade de sintomas diferentes. Por isso, vários compostos são usados para melhorar alguns desses sintomas. Exemplos são o uso de clozapina para psicose, inibidores da colinesterase para demência, modafinil para sonolência diurna e atomoxetina para disfunção executiva.
Um estudo preliminar indica que o donepezil pode ajudar a prevenir quedas em pessoas com Parkinson. O donepezil aumenta os níveis do neurotransmissor acetilcolina e é atualmente uma terapia aprovada para os sintomas cognitivos da doença de Alzheimer.  Em um estudo, os participantes que tomaram donepezil experimentaram quedas com a metade da freqüência dos que tomaram placebo.
A introdução da clozapina representa um avanço no tratamento dos sintomas psicóticos da DP. Antes de sua introdução, o tratamento dos sintomas psicóticos dependia da redução da terapia com dopamina ou do tratamento com antipsicóticos de primeira geração, como o haloperidol, todos os quais pioravam a função motora. Outros antipsicóticos atípicos úteis no tratamento incluem quetiapina, ziprasidona, aripiprazol e paliperidona. Acredita-se que a clozapina tenha a maior eficácia e o menor risco de efeitos colaterais extrapiramidais.

### Obter a medicação na hora certa
Pacientes com Parkinson que não recebem o medicamento correto na hora adequada quando estão no hospital às vezes não conseguem falar ou andar. A saúde da maioria se deteriorou devido ao gerenciamento insatisfatório de medicamentos quando estão no hospital. A ONG britânica Parkinson's UK acredita que o NHS poderia economizar até £10 milhões por ano e melhorar o atendimento aos pacientes de Parkinson se um treinamento obrigatório fosse aplicado a todos os funcionários do hospital.
Segundo a Parkinson's UK:
- "Quase dois terços das pessoas com Parkinson nem sempre recebem seus medicamentos a tempo no hospital."
- "Mais de três quartos (75%) das pessoas com Parkinson relataram que sua saúde se deteriorou como resultado do gerenciamento inadequado de medicamentos no hospital."
- “Apenas 21% dos entrevistados nos disseram que receberam seus medicamentos na hora certa, sem ter que lembrar a equipe do hospital”.[17]

## Cirurgia

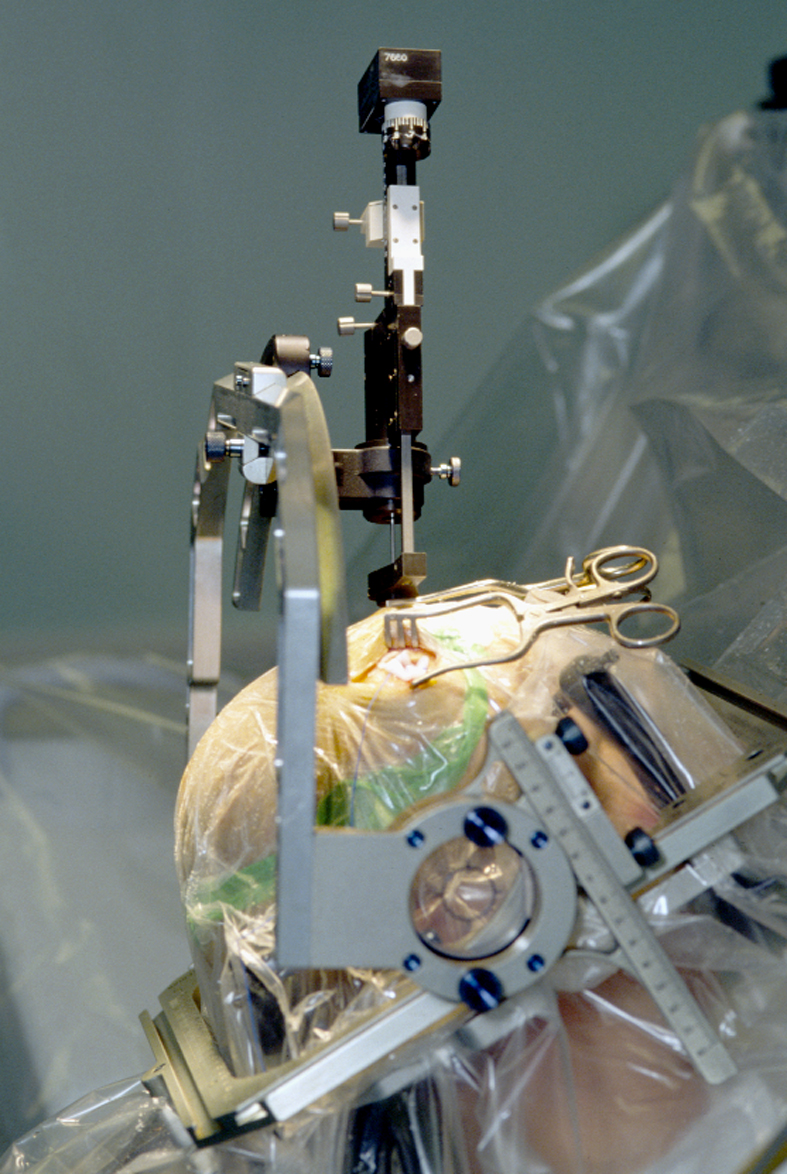
Ilustração mostrando um eletrodo colocado profundamente no cérebro

O tratamento da DP com cirurgia já foi uma prática comum, mas após a descoberta da levodopa, a cirurgia tornou-se restrita a apenas alguns casos. Estudos nas últimas décadas permitiram o aprimoramento das técnicas cirúrgicas, de modo que a cirurgia está sendo usada novamente em pessoas com DP em estágio avançado, especialmente nos casos em que a terapia medicamentosa não é mais suficiente.
Menos de 10% dos pacientes com DP se qualificam como candidatos adequados para uma cirurgia. Os três diferentes mecanismos de respostas cirúrgicas para a DP são: cirurgia ablativa (a queima irreversível ou congelamento do tecido cerebral), cirurgia de estimulação ou estimulação cerebral profunda (ECP) e o transplante ou cirurgia restauradora.
As áreas-alvo para ECP incluem o tálamo, o globo pálido (por meio de palidotomia) e/ou o núcleo subtalâmico.

### Procedimentos neuroablativos
A cirurgia de lesão neuroablativa localiza e destrói, por meio do calor, as partes do cérebro associadas à produção de sintomas neurológicos parkinsonianos. Os procedimentos geralmente envolvem a talamotomia e/ou palidotomia. A talamotomia consiste na destruição de uma parte do tálamo, em particular do ventral intermediário, a fim de suprimir o tremor em 80-90% dos pacientes. Se a rigidez e a acinesia forem aparentes, o local da ablação é o núcleo subtalamis.
A palidotomia envolve a destruição do globo pálido, em particular do globo pálido interna, em pacientes com Parkinson que sofrem de rigidez e acinesia.

### Estimulação cerebral profunda
Atualmente, a estimulação cerebral profunda (ECP) é o método de tratamento cirúrgico mais usado, pois este não destrói o tecido cerebral, é reversível e pode ser adaptado para indivíduos de acordo com o estágio da doença. A ECP emprega três componentes: um neuroestimulador, também chamado de gerador de pulso, que produz impulsos elétricos moduladores da atividade neural. A ECP, que é alimentada por bateria e envolta em titânio, geralmente é implantada sob a clavícula e é conectado pela extensão subcutânea ao eletrodo, que se estende de fora do crânio sob o couro cabeludo até o alvo da estimulação no cérebro. O ECP às vezes é chamado de marcapasso cerebral, devido à precedência dos marcapassos cardíacos e às semelhanças nos componentes de ambos os tipos de sistemas.
O direcionamento pré-operatório de locais de implantação adequados pode ser realizado por métodos indiretos e diretos. O método indireto usa tomografia computadorizada, ressonância magnética ou ventriculografia para localizar as comissuras e, em seguida, empregar coordenadas e distâncias predeterminadas da linha intercomissural a fim de definir a área-alvo. Mapas de atlas subsequentes definidos histologicamente também podem ser usados para verificar a área alvo. O método direto fornece visualização e direcionamento de núcleos profundos através da aplicação de ressonância magnética estereotáxica pré-operatória, que ao contrário do método indireto, leva em consideração a variação anatômica do tamanho do núcleo, a posição e a segregação funcional dos indivíduos.
O mapeamento funcional eletrofisário, uma ferramenta usada em ambos os métodos para verificar os núcleos-alvo, está sendo investigado devido aos riscos associados de hemorragia, disartria ou contrações tetânicas. Recentemente, a imagem ponderada de suscetibilidade, um tipo de ressonância magnética, mostrou-se eficaz em sua capacidade de distinguir esses núcleos cerebrais profundos e está sendo usada na ECP.
A ECP é recomendada para pacientes com DP que sofrem flutuações motoras e tremores pouco controlados por medicamentos, ou para aqueles que são intolerantes à medicação, e apenas quando não há contraindicações neuropsiquiátricas.
A ECP é eficaz na supressão dos sintomas da DP, especialmente o tremor. Um estudo clínico recente indicou recomendações sobre quais pacientes com Parkinson têm maior probabilidade de se beneficiar com a ECP.

## Dieta
Os músculos e nervos que controlam o processo digestivo podem ser afetados pela DP, por isso é comum sentir constipação e/ou gastroparesia (condição na qual os alimentos permanecem no estômago por um período de tempo mais longo do que o normal). Uma dieta balanceada é recomendada para ajudar a melhorar a digestão. A dieta deve incluir alimentos ricos em fibras e muita água. A levodopa e as proteínas usam o mesmo sistema de transporte no intestino e na barreira hematoencefálica, ocorrendo competição entre eles pelo acesso. Quando analisadas em conjunto, a consequência dessa competição é uma eficácia reduzida do medicamento. Portanto, quando a levodopa é introduzida, o consumo excessivo de proteínas é desencorajado, enquanto em estágios avançados, é recomendada a ingestão adicional de produtos com baixo teor de proteína, como pão ou massa, por razões semelhantes. Para minimizar a interação com proteínas, recomenda-se que a levodopa seja tomada 30 minutos antes das refeições. Ao mesmo tempo, as dietas para pacientes com DP restringem as proteínas durante o café da manhã e almoço e geralmente são tomadas no jantar. À medida que a doença avança, pode aparecer disfagia. Nesses casos, medidas específicas incluem o uso de espessantes para a ingestão de líquidos, posturas específicas ao comer e, nos casos mais severos, gastrostomia.

## Reabilitação
Os estudos de reabilitação na doença de Parkinson são escassos e de baixa qualidade. As evidência parciais indicam que os problemas de fala ou mobilidade podem melhorar com a reabilitação. Exercícios físicos regulares e/ou terapia podem ser benéficos para manter e melhorar a mobilidade, flexibilidade, força, velocidade da marcha e qualidade de vida.  O exercício também pode melhorar a constipação . Foi demonstrado que as intervenções com exercícios beneficiam os pacientes com doença de Parkinson no que diz respeito ao funcionamento físico, qualidade de vida relacionada à saúde e equilíbrio e risco de queda. Em uma revisão de 14 estudos que examinaram os efeitos do exercício em pessoas com doença de Parkinson, nenhum evento adverso ou efeito colateral ocorreu após qualquer intervenção do exercício. São conhecidos cinco mecanismos propostos pelos quais o exercício aumenta a neuroplasticidade. A atividade intensiva maximiza a plasticidade sináptica; atividades complexas promovem maior adaptação estrutural; as atividades gratificantes aumentam os níveis de dopamina e, portanto, promovem a aprendizagem / reaprendizagem; neurônios dopaminérgicos são altamente responsivos ao exercício e à inatividade (“use ou perca”); e quando o exercício é introduzido em um estágio inicial da doença, a progressão pode ser retardada. Um dos tratamentos mais amplamente praticados para distúrbios da fala associados ao mal de Parkinson é o tratamento de voz Lee Silverman (LSVT), que se concentra no aumento da intensidade da voz e tem uma abordagem intensiva de um mês. A terapia da fala e especificamente a LSVT podem melhorar a função da voz e da fala. A terapia ocupacional (TO) visa promover a saúde e a qualidade de vida, ajudando as pessoas com a doença a participarem do máximo possível de atividades de sua vida diária .  Poucos estudos foram conduzidos sobre a eficácia do OT e sua qualidade é ruim, embora algumas indicações mostrem que pode melhorar as habilidades motoras e a qualidade de vida durante a terapia.
Para monitorar pacientes com doença de Parkinson, as equipes de pesquisa estão examinando se as ligações virtuais podem substituir as visitas às instalações clínicas. Em um teste de tais visitas de vídeo, os pacientes preferiram o especialista remoto após 1 ano. O atendimento domiciliar foi considerado conveniente, mas requer acesso e familiaridade com tecnologias habilitadas para Internet.

### Exercícios físicos
O exercício físico regular com ou sem fisioterapia pode ser benéfico para manter e melhorar a mobilidade, flexibilidade, força e qualidade de vida. Em termos de melhorar a flexibilidade e amplitude de movimento para pacientes que apresentam rigidez, técnicas de relaxamento generalizado podem ser empregadas para diminuir a tensão muscular excessiva. Outras técnicas eficazes para promover o relaxamento incluem movimentos rotacionais lentos das extremidades e do tronco, iniciação rítmica, respiração diafragmática e técnicas de meditação . Mudanças comuns associadas à doença, como hipocinesia (lentidão de movimento), arrastar os pés e diminuição do balanço do braço, podem ser minimizadas por uma variedade de estratégias que melhoram a mobilidade funcional e a segurança. Essas estratégias incluem a utilização de equipamentos auxiliares (caminhada com vara ou esteira), dicas verbais (manual, visual e auditiva) e a prática de exercícios (como caminhadas e padrões de alongamento).
Os exercícios de fortalecimento levaram a melhorias na força e nas funções motoras em pacientes com fraqueza muscular primária e fraqueza relacionada à inatividade em casos leves a moderados da doença de Parkinson. Geralmente, recomenda-se que os pacientes realizem exercícios entre 45 minutos a uma hora após a medicação. Um estudo de treinamento de resistência de 8 semanas voltado para a parte inferior das pernas descobriu que os pacientes com doença de Parkinson ganharam força abdominal e, além disso, melhoraram no comprimento dos passos, velocidade de caminhada e ângulos posturais. Ainda, devido à postura flexionada para frente e às disfunções respiratórias na doença de Parkinson avançada, os exercícios de respiração diafragmática profunda são benéficos para melhorar a mobilidade da parede torácica e a capacidade vital. A prática de exercícios pode aliviar a constipação.
O treinamento físico em uma plataforma vibratória, também chamado de treinamento de vibração de corpo inteiro, foi introduzido recentemente como uma ferramenta complementar aos programas tradicionais de reabilitação física para pessoas com doença de Parkinson. Em comparação com nenhuma intervenção, sessões únicas de treinamento de vibração do corpo inteiro resultaram em melhora da capacidade motora, conforme refletido pelos escores de tremor e rigidez da Unified Parkinson's Disease Rating Scale (UPDRS). No entanto, ,os programas de WBV de longo prazo (3–5 semanas), não foram constatadas melhores pontuações motoras em comparação com exercícios convencionais. Além disso, várias sessões de WBV não conseguiram melhorar as medidas de mobilidade em pessoas com doença de Parkinson. Uma revisão considerou que a evidência dos efeitos do treinamento WBV no desempenho sensório-motor e funcional permanece inconclusiva.

### Tratamentos psicológicos
O tratamento psicológico é baseado em intervenções cognitivo-comportamentais. A terapia cognitivo-comportamental é confirmada como eficiente no tratamento da dor parkinsoniana, insônia, ansiedade, depressão e distúrbios de controle dos impulsos. O tratamento da doença de Parkinson envolve uma abordagem multidisciplinar e deve incluir um psicólogo, pois os sintomas motores podem ser agravados por fatores psicossociais como ansiedade, fobia e ataques de pânico. O tratamento psicológico é moldado de acordo com o indivíduo com base em recomendações clínicas, principalmente se ele apresentar deficiência motora grave ou problemas cognitivos.

### Estimulação auditiva rítmica
A estimulação auditiva rítimica (EAR) é uma técnica de reabilitação neurológica que consiste em compensar a perda da regulação motora por meio de uma estimulação sensorial externa, mediada pelo som. Essa técnica se baseia na interação entre o sistema neural auditivo e motor. Ao sincronizar os passos com o som emitido (que podem ser sinais "semelhantes aos de um metrônomo"), o paciente pode melhorar a velocidade da marcha e o comprimento da passada.
Esta técnica de reabilitação geralmente é utilizada por fisioterapeutas e terapeutas ocupacionais para apoiar o exercício rítmico. No entanto, estudos mostram que a EAR também é uma técnica de autoreabilitação promissora para pacientes em casa.
Um dispositivo eletrônico foi desenvolvido e, em seguida, disponibilizado no mercado. Embora não haja recomendações médicas para este produto, seu fabricante espera melhorar os problemas de mobilidade das pessoas que sofrem desta doença.

### Outros dispositivos
Dispositivos de orientação visual, auditiva e somatossensorial também têm sido usados em conjunto com auxiliares de marcha para melhorar os comprometimentos motores em indivíduos com doença de Parkinson. Essas estratégias de indicação foram implementadas em um aplicativo chamado Parkinson Home Exercises.
Dado o desafio que esta população clínica pode ter com o início de movimentos motores durante a marcha (por exemplo, marcha congelada), esses dispositivos fornecem estimulação externa que auxiliam o paciente.

### Treino de marcha
O comprometimento da marcha em pessoas com doença de Parkinson ocorre quando há um comprimento de passada inadequado. É recomendado que os pacientes recebam avaliação neuropsicológica antes da fisioterapia, pois os tipos de tremor dominante e/ou rígidos acinéticos da doença de Parkinson causam várias deficiências visuomotoras, como problemas na percepção visual e/ou na coordenação motora, que podem influenciar no treinamento de marcha.
O treinamento de marcha para tarefas específicas também pode levar à melhora da marcha a longo prazo para pacientes com doença de Parkinson. Estudos de pesquisa anteriores utilizaram sistemas de suporte de peso corporal durante o treinamento de marcha, em que os indivíduos são suspensos por um arnês superior com tiras ao redor da cintura pélvica enquanto caminham em uma esteira. Esta forma de treino de marcha demonstrou melhorar a velocidade de caminhada a longo prazo.
Os estudos também examinam o efeito do tai chi no desempenho da marcha e no equilíbrio em pessoas com doença de Parkinson. O primeiro estudo concluiu que o tai chi era ineficaz, uma vez que não houve melhora no desempenho da marcha ou na pontuação da Escala Unificada de Avaliação da Doença de Parkinson (UPDRS). O segundo estudo descobriu que os pacientes que praticam tai chi melhoraram em sua pontuação.  No entanto, não foram demonstradas melhorias significativas na marcha ou no teste de postura unilateral.

### Fonoaudiologia e terapia ocupacional
Um dos tratamentos mais amplamente praticados para distúrbios da fala associados à doença de Parkinson é o tratamento de voz Lee Silverman (LSVT). A terapia da fala e especificamente a LSVT podem melhorar a fala.
Um estudo foi conduzido para determinar se o LSVT foi benéfico à inteligibilidade de frase de 8 falantes com doença de Parkinson, de acordo com ouvintes com audição normal. O estudo concluiu que após o LSVT, houve uma melhora significativa no percentual de palavras compreendidas pelos ouvintes. Embora o LSVT não tenha sido benéfico para 2 dos pacientes, o tratamento aumentou sua intensidade vocal. Portanto, a LSVT demonstrou que pode melhorar as deficiências da fala e da voz em pessoas com doença de Parkinson.
Pessoas com doença de Parkinson também podem desenvolver disartria, que é caracterizada por uma inteligibilidade de fala reduzida. Tratamentos baseados em prosódia podem ajudar.
A terapia ocupacional tem como objetivo promover a saúde e a qualidade de vida, ajudando as pessoas com a doença a participarem o máximo possível de sua rotina diária. Há indícios de que a terapia ocupacional pode melhorar as habilidades motoras e a qualidade de vida durante a terapia.

### Terapia musical
Alguns estudos estão analisando se a musicoterapia pode ter um efeito benéfico nas pessoas com doença de Parkinson. Um estudo de 3 meses investigou se havia algum benefício motor da musicoterapia e fisioterapia em pacientes com doença de Parkinson, e se as terapias tiveram algum efeito em seu bem-estar emocional e em sua qualidade de vida. A musicoterapia consistia em canto coral, exercícios de voz e movimentos rítmicos e livres do corpo, enquanto a fisioterapia consistia em exercícios de alongamento, tarefas motoras específicas e formas de melhorar o equilíbrio e a marcha. O estudo concluiu que a musicoterapia teve um efeito benéfico nas emoções do paciente, mostrou uma melhoria na bradicinesia e na qualidade de vida. A musicoterapia, no entanto, não teve nenhum benefício motor, enquanto a fisioterapia mostrou que melhorou a rigidez dos pacientes.

### Telemedicina
Um ensaio clínico randomizado de um ano de 2017 descobriu que fornecer atendimento neurológico remoto a indivíduos com doença de Parkinson em suas próprias casas era viável e tão eficaz quanto atendimento em pessoa. Embora possa ser mais difícil para os cuidadores remotos estabelecerem confiança ao fornecer atendimento remoto, uma avaliação das consultas telemédicas na casa de um paciente descobriu que, depois de quatro visitas virtuais ao longo de um ano, os indivíduos com doença de Parkinson preferiram sua conexão com o especialista remoto ao invés de seus clínico local.
Os benefícios da telemedicina incluem conveniência e custo-benefício, uma vez que as visitas virtuais em casa reduzem os custos de viagem e o tempo dos pacientes em relação às visitas no consultório. Cinco ensaios clínicos randomizados indicaram que a qualidade de vida foi semelhante ou melhorou para aqueles que receberam cuidados de telemedicina.
Os desafios relacionados à telemedicina no tratamento de indivíduos com Doença de Parkinson estão relacionados aos requisitos tecnológicos, pois os pacientes e seus amigos ou familiares devem ter acesso e familiaridade com as ferramentas tecnológicas da Internet. Uma solução proposta para reduzir as barreiras sociais e econômicas ao acesso ao atendimento remoto é estabelecer clínicas de teleneurologia via satélite em regiões carentes. Além disso, os médicos citam barreiras como a incapacidade de realizar um exame neurológico completo.

## Cuidado paliativo
Frequentemente, os cuidados paliativos são necessários nos estágios finais da doença, quando os tratamentos dopaminérgicos geralmente se tornam ineficazes. O objetivo dos cuidados paliativos é alcançar o máximo de qualidade de vida tanto para a pessoa com a doença como para aqueles que a cercam. Os objetivos do paliativismo incluem o manejo sintomático de pacientes realizado em casa, reduzindo ou retirando a ingestão de drogas dopaminérgicas para reduzir os efeitos colaterais e complicações, prevenindo úlceras de pressão por meio do controle de áreas de pressã e facilitando as decisões finais do paciente, bem como para amigos e parentes envolvidos.

## Outros tratamentos
A estimulação magnética transcraniana repetitiva melhora temporariamente as discinesias induzidas pela levodopa. Porém, sua total utilidade na DP ainda é um campo de pesquisa aberto. Diferentes nutrientes têm sido propostos como possíveis tratamentos; entretanto, nenhuma evidência mostra que vitaminas ou aditivos alimentares melhoram os sintomas. Não existem evidências suficientes para sugerir que a acupuntura e a prática de qigong ou tai chi tenham algum efeito sobre os sintomas. A fava é uma fonte naturais de levodopa e é consumida por muitas pessoas com DP. Embora tenham demonstrado alguma eficácia, sua ingestão não é isenta de riscos, e foram descritas reações adversas com risco de vida, como a síndrome neuroléptica maligna. Os transplantes fecais podem ter um impacto benéfico nos sintomas.
Embora não seja um tratamento em si, um dispositivo vestível desenvolvido por Haiyan Zhang, da Microsoft Research de Cambridge, pode servir para amortecer os tremores da mão e dos dedos de um paciente, restaurando assim as funções normais.

## História

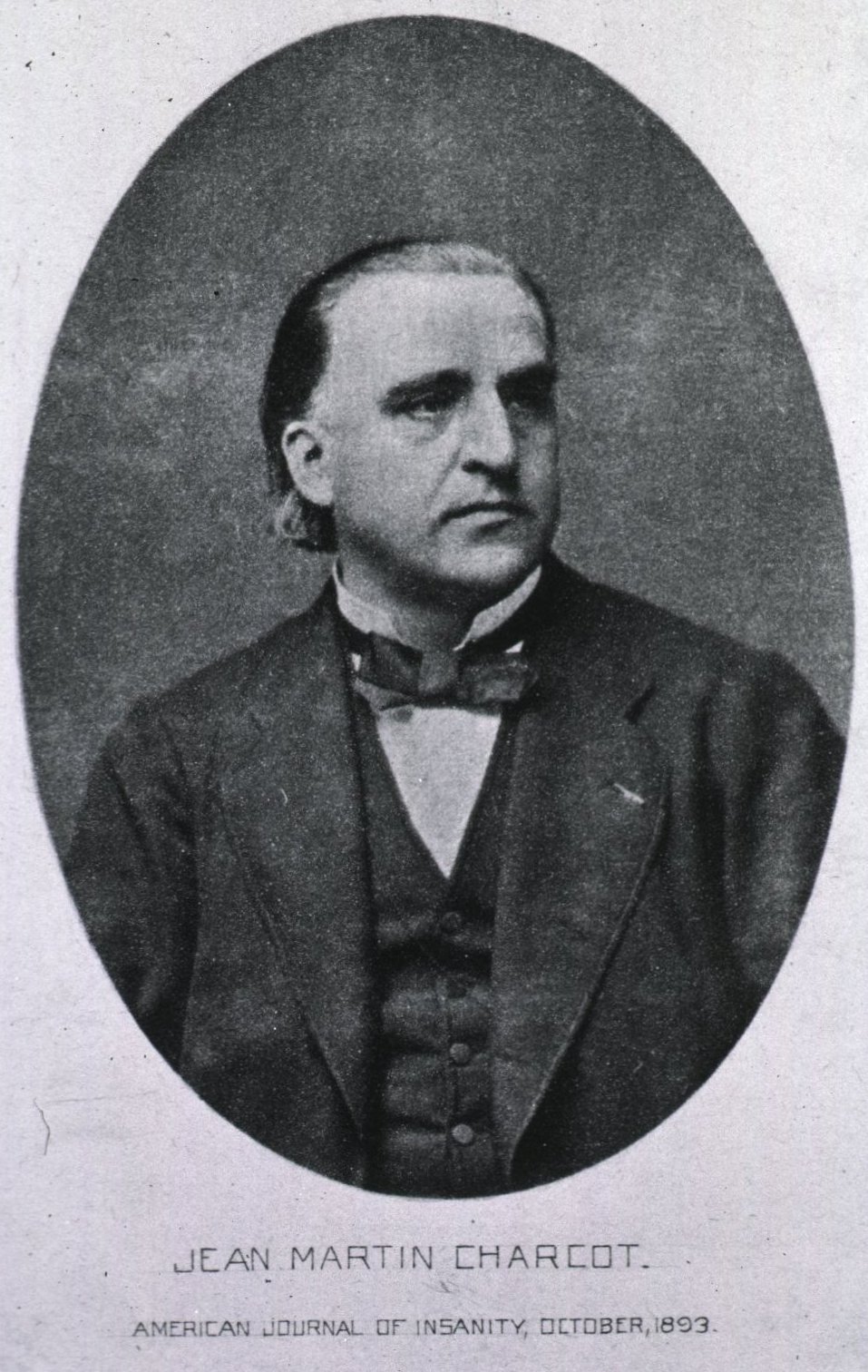
Uma fotografia de 1893 de Jean-Martin Charcot, que fez contribuições importantes para a compreensão da doença de Parkinson, incluindo a proposta de anticolinérgicos como tratamento para o tremor.

Os efeitos positivos, embora modestos, dos alcaloides anticolinérgicos obtidos da planta da beladona foram descritos durante o século XIX por Charcot, Erb, e outros. A cirurgia moderna para o tremor, que consiste na lesão de algumas estruturas dos gânglios da base, foi tentada pela primeira vez em 1939 e foi aprimorada nos 20 anos seguintes. Antes dessa data, a cirurgia consistia em lesionar a via corticoespinhal com paralisia em vez de tremor. Os anticolinérgicos e a cirurgia eram os únicos tratamentos até a chegada da levodopa, que reduziu drasticamente seu uso.
A levodopa foi sintetizada pela primeira vez em 1911 por Casimir Funk, mas recebeu pouca atenção até meados do século XX. Ele entrou na prática clínica em 1967, e o primeiro grande estudo relatando melhorias em pessoas com doença de Parkinson resultante do tratamento com levodopa foi publicado em 1968. A Levodopa revolucionou a gestão da DP. No final da década de 1980, a estimulação cerebral profunda surgiu como um tratamento possível e foi aprovada para uso clínico pela FDA em 1997.

## Pesquisas
Nenhum novo tratamento da doença de Parkinson é esperado em curto prazo, mas várias linhas de pesquisa estão em desenvolvimento para novos tratamentos. Essas direções de pesquisa incluem a busca de novos modelos animais da doença, a potencial utilidade da terapia genética, transplantes de células-tronco e agentes neuroprotetores.

### Modelos animais
A tragédia de um grupo de viciados em drogas na Califórnia no início da década de 1980, que consumiu um lote contaminado e produzido ilegalmente do opiáceo sintético MPPP trouxe à luz o MPTP como causa dos sintomas parkinsonianos. Outros modelos predominantes baseados em toxinas empregam o inseticida rotenona, o herbicida paraquat e o fungicida maneb. Modelos baseados em toxinas são mais usados em primatas. Modelos com roedores transgênicos também existem.

### Terapia genética
Os tratamentos atuais da doença de Parkinson fornecem controle satisfatório da doença para a maioria dos pacientes em estágio inicial. No entanto, o atual tratamento da DP com levodopa não impede a progressão da doença e está associado a complicações motoras. Um tratamento mais eficaz e de longo prazo da DP é necessário para controlar sua progressão. A terapia genética in vivo é uma nova abordagem para o tratamento da DP. O uso de transferência de genes de células somáticas para alterar a expressão de genes em sistemas neuroquímicos cerebrais também é uma nova alternativa de tratamento convencional.
Atualmente, a geneterapia está sob investigação. Ela envolve o uso de um vírus não infeccioso para transportar um gene para uma parte do cérebro. O gene usado leva à produção de uma enzima que ajuda a controlar os sintomas da DP e protege o cérebro de danos posteriores.

### Tratamentos neuroprotetores
As investigações relacionadas à neuroproteção é um tópico frequente nas pesquisas sobre a DP. Atualmente, não há agentes neuroprotetores comprovados ou tratamentos disponíveis para a DP. A terapia neuroprotetora é baseada na ideia de que certos neurônios que produzem dopamina e são suscetíveis à degeneração prematura e morte celular podem ser protegidos pela introdução de fármacos neuroprotetores. Essa proteção pode ocorrer antes que qualquer sintoma se manifeste com base no risco genético, e também durante o estágio inicial ou tardio da DP, quando outros tratamentos tornam-se ineficazes devido à progressão da doença. Consequentemente, a terapia neuroprotetora visa atrasar a introdução da levodopa.

### Transplante neural
Desde o início da década de 1980, tecidos fetais, suínos, carotídeos ou retinais têm sido usados em transplantes de células para pacientes com DP.  Embora existisse evidência inicial de que os transplantes de células produtoras de dopamina eram benéficos, os estudos mais clinicamente relevantes, até o momento, indicam que os transplantes de células não têm efeito. Um problema adicional significativo era a liberação excessiva de dopamina pelo tecido transplantado, levando a distonias. Os transplantes de células-tronco são um dos principais alvos de pesquisas recentes: são fáceis de manipular e, quando transplantados no cérebro de roedores e macacos, as células sobrevivem e melhoram as anormalidades comportamentais dos animais, porém mais estudos são necessários.